# Pentaphragma platyphyllum
Pentaphragma platyphyllum är en tvåhjärtbladig växtart som beskrevs av Merrill. Pentaphragma platyphyllum ingår i släktet Pentaphragma och familjen Pentaphragmataceae. Inga underarter finns listade i Catalogue of Life.